# Draho
Draho je část obce Chleby ležící v okrese Nymburk ve Středočeském kraji. V místní části se nenachází žádná ulice, 24 adres a trvale hlášeno je zde 21 obyvatel.

## Historie
První písemná zmínka o vesnici pochází z roku 1790. Ovšem už v roce 1553 je zmiňován stejnojmenný rybník.

## Pamětihodnosti
- zvonička

## Galerie

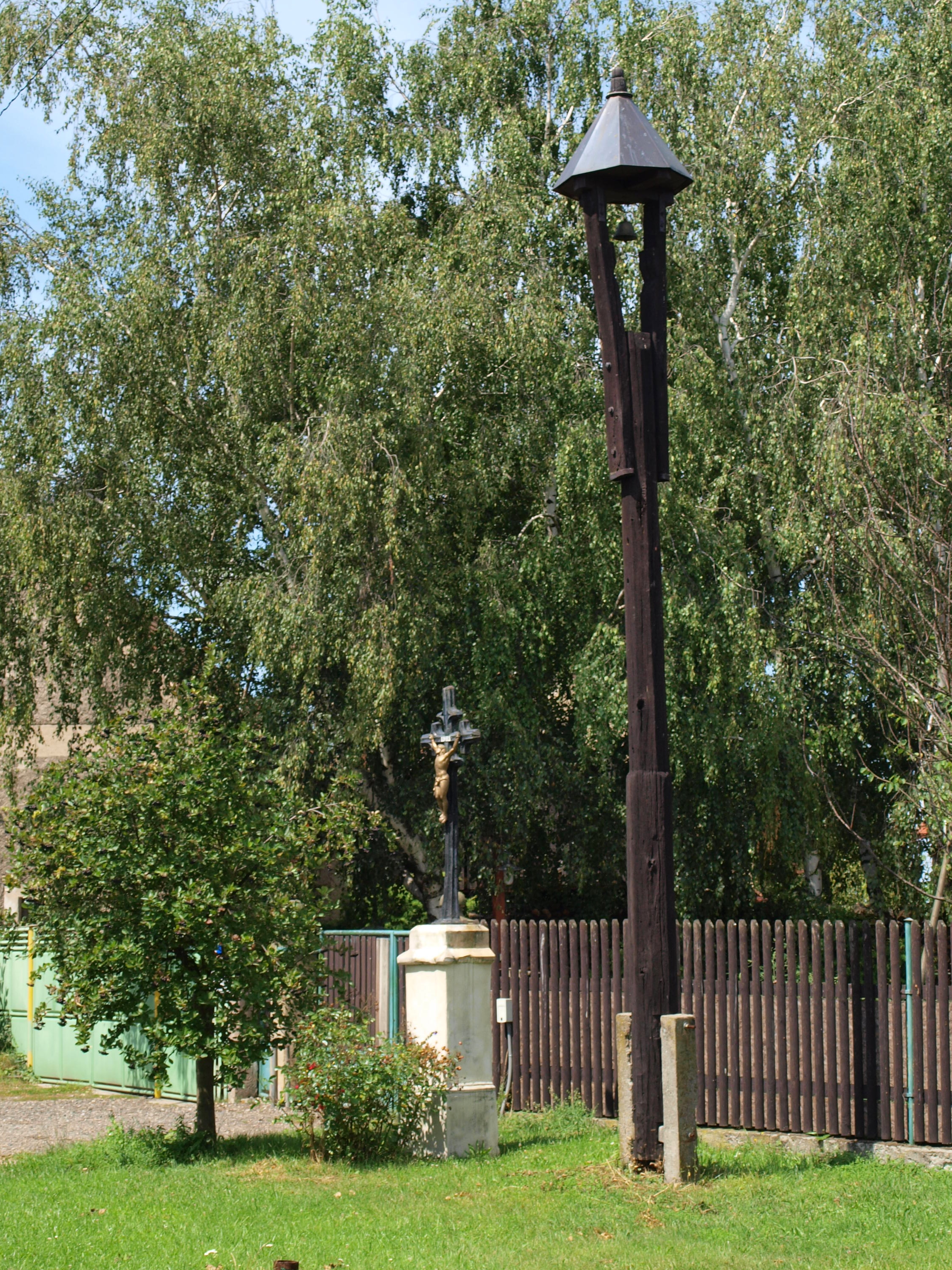
Zvonice a kříž na návsi
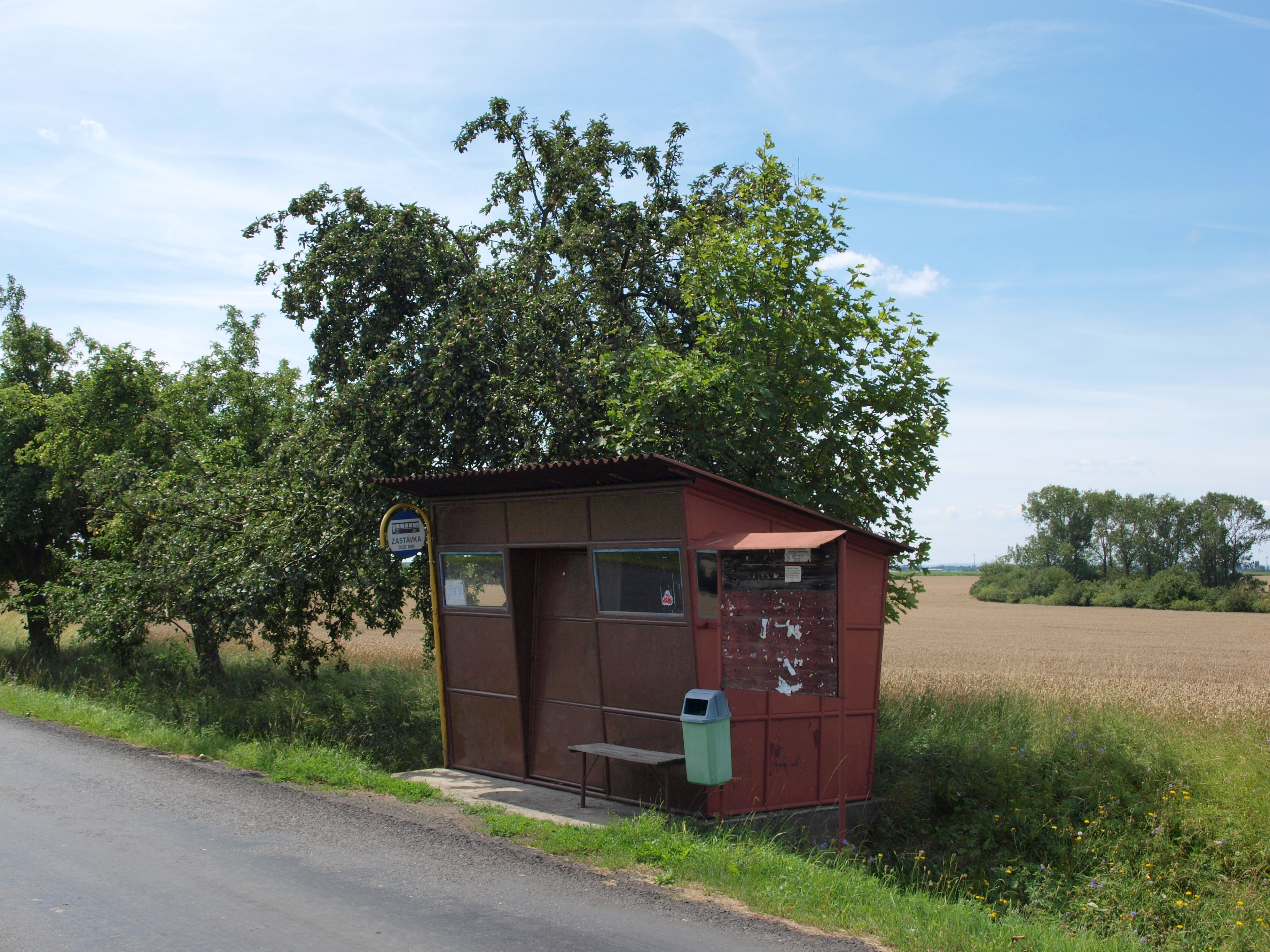
Autobusová zastávka na hlavní silnici